# Bishnu Katuwal
Bishnu Katuwal (* 13. April 1985) ist ein nepalesischer Badmintonspieler.

## Karriere
Bishnu Katuwal nahm 2014 an den Asienspielen teil. Dort stand er mit dem Herrenteam aus Nepal im Viertelfinale. Im Herrendoppel gemeinsam mit Ratnajit Tamang unterlag er bei derselben Veranstaltung jedoch schon in der ersten Runde. 2015 startete er bei den Bangladesh International und erreichte dort das Achtelfinale ebenso wie bei den Nepal International 2016. Im selben Jahr erreichte er das Viertelfinale der Pakistan International. Bei den Asienmeisterschaften 2016 schied er dagegen in der ersten Runde aus. 2017 wurde er Dritter bei den Pakistan International. Bei den Nepal International 2018 erreichte er wieder das Achtelfinale.